# SN 1997et
SN 1997et – supernowa typu Ia odkryta 28 grudnia 1997 roku w galaktyce A082253+0352. W momencie odkrycia miała maksymalną jasność 23,20m.